# Uzo Aduba
Uzoamaka Nwaneke „Uzo“ Aduba (* 10. února 1981, Boston, Massachusetts, Spojené státy americké) je americká herečka. Proslavila se především rolí Suzanne Warren v seriálu Holky za mřížemi (2013–2019), za niž získala dvě ceny Emmy a Cenu Sdružení filmových a televizních herců. V roce 2020 účinkovala v seriálu Mrs. America, za výkon v seriálu získala cenu Emmy.

## Životopis
Uzo se narodila v Bostonu v Massachusetts a vyrostla v Mefieldu. Je dcerou nigerských rodičů. V roce 1999 odmaturovala na Medfield High School. Navštěvovala Bostonskou univerzitu.

## Kariéra
Poprvé začala být uznávaná za svůj herecký výkon v roce 2003 za vystoupení ve hře Translations of Xhosa v Olney Theatre Center for the Arts, kdy získala nominaci na cenu Helen Hayes Award. V roce 2007 přišel její broadwayský debut ve hře Coram Boy, kde hrála Toby.
První televizní role přišla s rolí Suzanne Warren v komediálním seriálu Netflixu Holky za mřížemi. Za roli získala cenu Emmy v kategorii nejlepší hostující herečka v komediálním seriálu a Cenu Sdružení filmových a televizních herců v kategorii nejlepší ženský výkon v komediálním seriálu.

## Filmografie

### Film
| Rok  | Název                              | Role                   | Poznámky    |
| ---- | ---------------------------------- | ---------------------- | ----------- |
| 2005 | Notes                              | TBA                    | Krátký film |
| 2007 | Over There                         | TBA                    | Krátký film |
| 2011 | Wwjd                               | Barmanka               | Krátký film |
| 2013 | Sing Along                         | Servírka v kavárně     | Krátký film |
| 2013 | How to Live Like a Lady            | Učitelka herectví      | TV film     |
| 2015 | Pearly Gates                       | Corrie                 |             |
| 2015 | Alvin a Chipmunkové: Čiperná jízda | agentka TSA            |             |
| 2016 | Tallulah                           | detektiv Louisa Kinnie |             |
| 2016 | Americká idyla                     | Vicky                  |             |
| 2016 | Showing Roots                      | Pearl                  |             |
| 2017 | My Little Pony Film                | královna Novo (hlas)   |             |
| 2018 | Candy Jar                          | Julia Russell          |             |
| 2018 | Jsme jako lodě                     | Sir                    |             |
| 2019 | Beats                              | Carla Monroe           |             |
| 2019 | Miss Virginia                      | Virginia Walden        |             |
| 2020 | Opravdová láska                    | Chenai Hungwe          |             |
| 2021 | National Champions                 | Katherine Poe          |             |
| 2022 | Rakeťák                            | Hawthorne (hlas)       |             |

### Televize
| Rok        | Název                           | Role                       | Poznámky                                                   |
| ---------- | ------------------------------- | -------------------------- | ---------------------------------------------------------- |
| 2012       | Project Runway: All Stars       | Samu sebe                  | díl: „Puttin' On The Glitz“                                |
| 2012       | Spravedlnost v krvi             | Sestřička                  | díl: „Nightmares“                                          |
| 2013–2019  | Holky za mřížemi                | Suzanne Warren             | 82 dílů                                                    |
| 2014       | Saturday Night Live             | Dcera Dudley               | díl: „Woody Harrelson/Kendrick Lamar“                      |
| 2015       | Comedy Bang! Bang!              | Ona sama                   | díl: „Uzo Aduba Wears a White Blouse and Royal Blue Heels“ |
| 2015       | Čaroděj                         | Glinda, dobrá čarodějnice  | Televizní speciál                                          |
| 2016–2019  | Steven Universe                 | Bismuth (hlas)             | 9 dílů                                                     |
| 2018–2019  | 3 mimo: Příběhy z Arkádie       | strážník Kubritz (hlas)    | 11 dílů                                                    |
| 2018–dosud | Kouzelná Beruška a Černý kocour | Nora Césaire/Anansi (hlas) | 4 díly                                                     |
| 2019       | Steven Universe ve filmu        | Bismuth (hlas)             | TV film                                                    |
| 2020       | Steven Universe Future          | Bismuth (hlas)             | díl: „Bismuth Casual“                                      |
| 2020       | Mrs. America                    | Shirley Chisholm           | mini-série                                                 |
| 2021       | V odborné péči                  | Dr. Brooke Taylor          | hlavní role, 21 dílů                                       |
| 2021       | Sami                            | Sasha                      | díl: „Sasha“                                               |